# Seznam národních parků v Novém Jižním Walesu
Seznam národních parků v Novém Jižním Walesu uvádí abecedně uspořádaný přehled národních parků v australském spolkovém státu Nový Jižní Wales. 

## A
- Abercrombie River National Park
- Arakwal National Park

## B
- Bago Bluff National Park
- Bongil Bongil National Park
- Bald Rock National Park
- Barakee National Park
- Barool National Park
- Barrington Tops National Park
- Basket Swamp National Park
- Bellinger River National Park
- Ben Boyd National Park
- Ben Halls Gap National Park
- Biamanga National Park
- Bimberamala National Park
- Bindarri National Park
- Biriwal Bulga National Park
- Blue Mountains National Park
- Booti Booti National Park
- Border Ranges National Park
- Botany Bay National Park
- Boonoo Boonoo National Park
- Bouddi National Park
- Bournda National Park
- Brindabella National Park
- Brisbane Water National Park
- Broadwater National Park
- Budawang National Park
- Budderoo National Park
- Bundjalung National Park
- Bungawalbin National Park
- Butterleaf National Park

## C
- Capoompeta National Park
- Carrai National Park
- Cascade National Park
- Cathedral Rock National Park
- Cattai National Park
- Chaelundi National Park
- Clyde River National Park
- Cocoparra National Park
- Conimbla National Park
- Conjola National Park
- Coolah Tops National Park
- Coorabakh National Park
- Cottan-Bimbang National Park
- Crowdy Bay National Park
- Culgoa National Park
- Cunnawarra National Park

## D
- Deua National Park
- Dharug National Park
- Dooragan National Park
- Dorrigo National Park
- Dunggir National Park

## E
- Eurobodalla National Park

## F
- Fortis Creek National Park

## G
- Gardens of Stone National Park
- Garigal National Park
- Georges River National Park
- Ghin-Doo-Ee National Park
- Gibraltar Range National Park
- Goobang National Park
- Goonengerry National Park
- Goulburn River National Park
- Gulaga National Park
- Gundabooka National Park
- Guy Fawkes River National Park

## H
- Hat Head National Park
- Heathcote National Park

## I
- Indwarra National Park

## J
- Jervis Bay National Park
- Junuy Juluum National Park

## K
- Kanangra-Boyd National Park
- Kinchega National Park
- Kings Plains National Park
- Koreelah National Park
- Kosciuszko National Park
- Ku-ring-gai Chase National Park
- Kumbatine National Park
- Kwiambal National Park

## L
- Lane Cove National Park
- Lower Hunter National Park

## M
- Macquarie Pass National Park
- Mallanganee National Park
- Mallee Cliffs National Park
- Maria National Park
- Marramarra National Park
- Maryland National Park
- Mebbin National Park
- Meroo National Park
- Mimosa Rocks National Park
- Mooball National Park
- Morton National Park
- Mount Clunie National Park
- Mount Imlay National Park
- Mount Jerusalem National Park
- Mount Kaputar National Park
- Mount Nothofagus National Park
- Mount Pikapene National Park
- Mount Royal National Park
- Mount Warning National Park
- Mummel Gulf National Park
- Mungo National Park
- Murramarang National Park
- Mutawintji National Park
- Myall Lakes National Park

## N
- Nangar National Park
- Nattai National Park
- New England National Park
- New South Wales Department of Environment and Conservation
- New South Wales Jervis Bay National Park
- Nightcap National Park
- Nowendoc National Park
- Nymboi-Binderay National Park
- Nymboida National Park
- Nangar National Park

## O
- Oxley Wild Rivers National Park

## P
- Pebbly Beach
- Popran National Park

## R
- Ramornie National Park
- Richmond Range National Park
- Royal National Park

## S
- Scheyville National Park
- Selwyn Snowfields
- Seven Mile Beach National Park
- Single National Park
- South East Forest National Park
- Sturt National Park
- Sydney Harbour National Park

## T
- Tallaganda National Park
- Tapin Tops National Park
- Tarlo River National Park
- Thirlmere Lakes National Park
- Tomaree National Park
- Tooloom National Park
- Toonumbar National Park
- Towarri National Park
- Turon National Park

## U
- Ulidarra National Park

## W
- Wadbilliga National Park
- Wallaga Lake National Park
- Wallingat National Park
- Warra National Park
- Warrabah National Park
- Warrumbungle National Park
- Warrumbungles
- Washpool National Park
- Watagans National Park
- Weddin Mountains National Park
- Werrikimbe National Park
- Willandra National Park
- Willi Willi National Park
- Woko National Park
- Wollemi National Park
- Wyrrabalong National Park

## Y
- Yabbra National Park
- Yengo National Park
- Yoorigan National Park
- Yuraygir National Park